# Léon Flameng
Léon Flameng (30. dubna 1877 Paříž – 2. ledna 1917 Ève) byl francouzský cyklista, olympijský vítěz v závodě na 100 km, účastník prvních novodobých olympijských her v roce 1896 v Athénách.

## Olympijské hry 1896
Na těchto hrách soutěžil v závodech na dráze velodromu Neo Phaliron na 333,3 metrů, na 2 kilometry, na 10 kilometrů a na 100 kilometrů. Nejlepšího výsledku dosáhl v nejdelším závodě na 100 kilometrů, který vyhrál i přes pád ke konci v čase 3:08:19,2. Tento závod dokončili pouze dva závodníci, kteří měli vodiče, ostatní vzdali. Během závodu sportovně počkal na svého soupeře, Řeka Georgia Koletise, který měl technickou závadu. V závodě na 10 kilometrů byl druhý těsně za krajanem Paulem Massonem, oba měli po závěrečném spurtu čas 17:54,2. V závodě na 2 kilometry obsadil třetí místo, jelo se však pouze finále se čtyřmi účastníky. V konečném pořadí sprintu na 333,3 metrů skončil společně s dalšími dvěma cyklisty na děleném pátém místě v čase 27,0 sekund.
Bojoval jako pilot v první světové válce, zahynul poblíž Ève, když se mu neotevřel padák.